# Washington Open 2003
Il Washington Open 2003, noto come Legg Mason Tennis Classic per motivi di sponsorizzazione, è stato un torneo di tennis giocato sul cemento. È stata la 35ª edizione del Washington Open e faceva parte della categoria International Series nell'ambito dell'ATP Tour 2003, Si è giocato a Washington negli Stati Uniti, dal 28 luglio al 3 agosto 2003.

## Campioni

### Singolare
Tim Henman hanno battuto in finale  Fernando González con il punteggio di 6–3, 6–4.

### Doppio
Evgenij Kafel'nikov /  Sargis Sargsian hanno battuto in finale  Chris Haggard /  Paul Hanley con il punteggio di 7–5, 4–6, 6–2.